# Wolfgang Hollegha
Wolfgang Hollegha (né le 4 mars 1929 à Klagenfurt (Carinthie) et mort le 2 décembre 2023) est un peintre autrichien.

## Biographie
De 1947 à 1954, Wolfgang Hollegha étudie à l'académie des beaux-arts de Vienne auprès de Josef Dobrowsky (de) et Herbert Boeckl. En 1956, il fonde avec Josef Mikl (de), Markus Prachensky (de) et Arnulf Rainer le « Groupe de peintres de St. Stephan ». En 1960, il est invité par Clement Greenberg à New York pour participer à une exposition collective de peintres abstraits. En 1964, il participe à la documenta 3 à Cassel. À partir de 1962, il vit et travaille à Rechberg dans un atelier de 15 mètres de haut. De 1972 à 1997, il est professeur à l'académie des beaux-arts de Vienne.
Wolfgang Hollegha meurt le 2 décembre 2023 à l’âge de 94 ans.

## Œuvre
Le domaine de prédilection de Wolfgang Hollegha est le Colorfield Painting.